# Epibryon conductrix
Epibryon conductrix är en svampart som först beskrevs av Norman ex Th. Fr., och fick sitt nu gällande namn av Nik. Hoffm. & Hafellner 2000. Epibryon conductrix ingår i släktet Epibryon och familjen Pseudoperisporiaceae.   Inga underarter finns listade i Catalogue of Life.